# Brouton
Broughton, ou Broutona, (en japonais : 武魯頓島 (Buroton-tō)) est une petite île d'origine volcanique de l'archipel des Kouriles.
D'une superficie de seulement 7 km², elle est située dans la partie nord de l'archipel. La côte de l'île est bordée de hautes falaises abruptes pouvant atteindre plus de 270 mètres mais qui sont friables et érodées par la mer. Le plus haut point de l'île dépasse les 800 mètres. 
Il existe autour de l'île, à 3 ou 4 km, une forte anomalie magnétique.
Administrativement, l'île appartient à l'oblast de Sakhaline de la fédération de Russie. L'île est inhabitée.
Elle ne doit pas être confondue avec son homonyme, la baie Broughton, qui se situe au nord de l'île voisine de Simouchir et qui abritait autrefois une base sous-marine soviétique.